# Echinopsis stilowiana
Echinopsis stilowiana är en kaktusväxtart som först beskrevs av Curt Backeberg, och fick sitt nu gällande namn av Jean-Baptiste de Lamarck. Echinopsis stilowiana ingår i släktet Echinopsis och familjen kaktusväxter. Inga underarter finns listade i Catalogue of Life.